# Asaa
Asaa (ou Aså) est une ville du Danemark appartenant à la municipalité de Brønderslev, située dans la région du Jutland du Nord.
La localité, qui est établie sur la côte est de Vendsyssel, comptait une population de 1 134 habitants en 2017.